# Amata assamica
Amata assamica är en fjärilsart som beskrevs av Rothschild. Amata assamica ingår i släktet Amata och familjen björnspinnare. Inga underarter finns listade i Catalogue of Life.